# 莫阿冰川
莫阿冰川（英語：Moa Glacier），是南極洲的冰川，位於維多利亞地，處於庫克里山，流經馬爾冰川和戈德曼冰川，由新西蘭地理委員會命名，現時由南極條約體系管理。